# Concepción Las Minas
Concepción Las Minas är en kommunhuvudort i Guatemala.   Den ligger i departementet Departamento de Chiquimula, i den sydöstra delen av landet, 120 km öster om huvudstaden Guatemala City. Concepción Las Minas ligger 794 meter över havet och antalet invånare är 1 295.
Terrängen runt Concepción Las Minas är kuperad åt nordväst, men åt sydost är den bergig. Runt Concepción Las Minas är det ganska tätbefolkat, med 72 invånare per kvadratkilometer. Närmaste större samhälle är Esquipulas, 12,1 km nordost om Concepción Las Minas. I omgivningarna runt Concepción Las Minas växer i huvudsak städsegrön lövskog.